# Robert Vișoiu
Robert Vișoiu (Pitești, 10 de febrero de 1996) es un piloto de automovilismo rumano.

## Carrera
Vișoiu comenzó su carrera en el automovilismo en el karting en 2003. En 2011 se cambió a las carreras de fórmula en la Fórmula Abarth para el equipo Jenzer Motorsport. Logró dos victorias aquí en Misano y Barcelona. Terminó sexto en el campeonato italiano y cuarto en el campeonato europeo.
En 2012, Vișoiu entró en la GP3 Series para Jenzer Motorsport. Aquí consiguió a Patric Niederhauser y Jakub Klášterka como compañeros de equipo. Terminó decimocuarto con 24 puntos siendo el mejor resultado un segundo puesto en la segunda carrera del Circuit de Catalunya. También en 2012, Vișoiu participó en el Campeonato de Italia de Fórmula 3 para el equipo Team Ghinzani, con Gerrard Barrabeig y más tarde Kevin Giovesi como compañero de equipo. Terminó en noveno lugar con 76 puntos. Aquí consiguió una victoria en la tercera carrera de Mugello.
En 2013, Vișoiu también corrió en la GP3, pero ahora para el equipo MW Arden. Aquí consiguió a los pilotos del Red Bull Junior Team Carlos Sainz Jr. y Daniil Kvyat como compañeros de equipo. Además, también compitió en el Auto GP para el equipo Team Ghinzani junto a Kevin Giovesi. En GP3 consiguió dos victorias en Valencia y en Hungaroring, finalizando duodécimo del campeonato con 44 puntos. En el Auto GP consiguió dos podios en Monza y Brno y finalizó octavo en el campeonato con 67 puntos.
En 2014, Vișoiu siguió conduciendo en GP3 para Arden junto a Patric Niederhauser. En Hungaroring finalizó tercero en la primera carrera y con otros tres puntos acabó decimotercero del campeonato con 23 puntos.
En 2015, Vișoiu estaba programado originalmente para tomarse un descanso de un año para concentrarse en sus estudios, pero en cambio hizo su debut en la GP2 Series con el equipo Rapax. Su primer fin de semana de carrera en el Circuito Internacional de Baréin fue su mejor fin de semana, terminando quinto y séptimo. Se perdió los dos últimos fines de semana de carrera, en los que fue sustituido por Gustav Malja. Al final terminó decimoséptimo en la clasificación final con 20 puntos.
Después de tomarse un año sabático en 2016, Vișoiu regresó a la GP2 Series en 2017, que desde entonces cambió su nombre a Fórmula 2. Desde el tercer fin de semana de carrera en el Circuito de Mónaco, reemplazó a Roberto Merhi con el equipo Campos Racing.

## Resultados

### GP2 Series
(Clave) (negrita indica pole position) (cursiva indica vuelta rápida puntuable)

| Año  | Escudería | 1   | 1   | 2   | 2   | 3   | 3   | 4   | 4   | 5   | 5   | 6   | 6   | 7   | 7   | 8   | 8   | 9   | 9   | 10  | 10  | 11  | 11  | Pos. | Puntos | Ref.  |
| ---- | --------- | --- | --- | --- | --- | --- | --- | --- | --- | --- | --- | --- | --- | --- | --- | --- | --- | --- | --- | --- | --- | --- | --- | ---- | ------ | ----- |
| 2015 | Rapax     | SAK | SAK | BAR | BAR | MON | MON | SPI | SPI | SIL | SIL | BUD | BUD | SPA | SPA | MNZ | MNZ | SOC | SOC | SAK | SAK | YMC | YMC | 8.º  | 67     | [ 1 ] |
| 2015 | Rapax     | 5   | 7   | 18  | 23  | 15  | 13  | 11  | 9   | 12  | 11  | 9   | 7   | 15  | 16  | 9   | Ret | 17  | 18  |     |     |     |     | 8.º  | 67     | [ 1 ] |

### Campeonato de Fórmula 2 de la FIA
(Clave) (negrita indica pole position) (cursiva indica vuelta rápida puntuable)

| Año  | Escudería     | 1   | 1   | 2   | 2   | 3   | 3   | 4   | 4   | 5   | 5   | 6   | 6   | 7   | 7   | 8   | 8   | 9   | 9   | 10  | 10  | 11  | 11  | Pos. | Puntos | Ref.  |
| ---- | ------------- | --- | --- | --- | --- | --- | --- | --- | --- | --- | --- | --- | --- | --- | --- | --- | --- | --- | --- | --- | --- | --- | --- | ---- | ------ | ----- |
| 2017 | Campos Racing | SAK | SAK | BAR | BAR | MON | MON | BAK | BAK | SPI | SPI | SIL | SIL | BUD | BUD | SPA | SPA | MNZ | MNZ | JER | JER | YMC | YMC | 24.º | 1      | [ 2 ] |
| 2017 | Campos Racing |     |     |     |     | Ret | 15  | 15  | 11  | 11  | 17† | 17  | 11  | Ret | Ret | 10  | 16  | 16  | 19  |     |     |     |     | 24.º | 1      | [ 2 ] |